# Río Campoalegre
Río Campoalegre är ett vattendrag i Colombia.   Det ligger i departementet Caldas, i den centrala delen av landet, 190 km väster om huvudstaden Bogotá.